# Live at BB Kings Club New York 2003
Live at BB Kings Club New York 2003 è un DVD live del gruppo black metal norvegese Immortal, pubblicato il 15 novembre 2005 e contenuto, in origine, nella deluxe edition del 2003 di Sons of Northern Darkness.

## Tracce
1. Wrath from Above – 6:19
2. Damned in Black – 7:42
3. One by One – 5:41
4. Tyrants (Part 1) – 2:00
5. Tyrants (Part 2) – 5:46
6. Solarfall – 6:58
7. Beyond the North Waves – 10:36

## Formazione[2]
- Abbath - voce, chitarra
- Saroth - basso
- Horgh - batteria